# Lý thuyết tổng quát về việc làm, lãi suất và tiền tệ

Bìa cuốn Lý thuyết tổng quát, bản phát hành năm 1936.

Lý thuyết tổng quát về việc làm, lãi suất và tiền tệ (tên gốc tiếng Anh: The General Theory of Employment, Interest, and Money) là một cuốn sách của nhà kinh tế học nổi tiếng người Anh John Maynard Keynes (1883-1946). Tác phẩm này thường được xem là cuốn sách gối đầu giường của các nhà kinh tế học ở Anh và được cho là đã đặt nền móng cho môn kinh tế học vĩ mô hiện đại.
Ngay từ lần xuất bản thứ nhất vào tháng 2 năm 1936, tác phẩm đã gây tiếng vang mạnh mẽ bởi sự mới mẻ trong tư tưởng kinh tế cũng như bởi sự quan tâm tới tính khả thi của các chính sách kinh tế và sự can thiệp vào tổng cầu. Người ta hay gọi đây là "Cuộc cách mạng của Keynes". Những tư tưởng nêu ra trong tác phẩm này trở thành hòn đá tảng trong kinh tế học Keynes. Nó phê phán kinh tế học cổ điển và tân cổ điển. Nó đưa ra các lý luận quan trọng về hàm tiêu dùng, về nguyên lý số nhân, về hiệu suất biên của vốn và về sự ưa thích tính thanh khoản.
Một số luận điểm chính mà Keynes trình bày trong cuốn Lý thuyết tổng quát gồm:
- Tiền công có tính cứng nhắc. Mức tiền công được thỏa thuận giữa chủ và thợ là tiền công danh nghĩa chứ không phải tiền công thực tế và mức tiền công này được ghi trong hợp đồng, được công đoàn và được luật pháp bảo vệ. Do đó, mức tiền công không phải là linh hoạt như giới học thuật kinh tế vẫn giả định. Giới chủ chỉ tăng thuê mướn lao động khi tiền công thực tế giảm; mà muốn thế thì tiền công danh nghĩa phải giảm nhiều hơn mức giá chung của nền kinh tế. Song nếu vậy, thì cầu tiêu dùng sẽ giảm, kéo theo tổng cầu giảm. Đến lượt nó, tổng cầu giảm lại làm tổng doanh số giảm, lợi nhuận giảm làm triệt tiêu động lực đầu tư mở rộng sản xuất- việc cần thiết để thoát khỏi suy thoái.
- Kỳ vọng về giảm tiền công và giá cả sẽ khiến người ta giảm chi tiêu do nghĩ rằng tiền trong túi của mình đang tăng giá trị. Cầu tiêu dùng và tổng cầu giảm. Cứ thế, vòng xoáy đi xuống của nền kinh tế hình thành.
- Lãi suất giảm không nhất thiết dẫn tới đầu tư tăng. Lãi suất giảm, nhưng tiết kiệm chưa chắc đã giảm theo do hiệu ứng thu nhập và hiệu ứng thay thế của giảm lãi suất triệt tiêu lẫn nhau. Và khi tiết kiệm tăng, thì đầu tư giảm. Thêm vào đó, đầu tư cố định là đầu tư có kế hoạch dựa vào những dự tính dài hạn; nên không vì lãi suất giảm mà đầu tư tăng.
- Cái quy định lãi suất, nhất là trong ngắn hạn, chính là cung và cầu về tiền.
- Lãi suất không nên xuống thấp hơn một mức nào đó, vì ở mức thấp đó, các nhà đầu tư không còn muốn giữ trái phiếu mà chuyển sang giữ tiền mặt, tạo nên tình trạng tiết kiệm quá mức trong khi đầu tư lại thiếu. Cầu đầu tư giảm sẽ khiến tổng cầu giảm theo.
- Có thể đạt được mức cân bằng ngay cả khi có thất nghiệp.
- Thắt chặt chi tiêu trong thời kỳ khủng hoảng chỉ làm cho khủng hoảng thêm trầm trọng. Khi kinh tế suy thoái, chính phủ nên đẩy mạnh chi tiêu nhằm tăng tổng cầu như một chính sách chống suy thoái. Và nói chung, chính phủ nên tích cực sử dụng các chính sách chống chu kỳ, chứ đừng nên trông mong vào sự tự điều chỉnh của thị trường.